# Championnats d'Europe d'athlétisme par équipes 2014
Navigation
Les 5es Championnats d'Europe d'athlétisme par équipes (en anglais 5th SPAR European Team Championships) ont eu lieu les 21 et 22 juin 2014 à Brunswick en Allemagne pour les épreuves de Super Ligue, à Tallinn en Estonie pour la Première ligue, à Riga en Lettonie pour la Seconde ligue et enfin à Tbilissi en Géorgie pour la Troisième ligue.

## Calendrier
| Division        | Date               | Ville hôte | Stade             | Pays participants |
| --------------- | ------------------ | ---------- | ----------------- | ----------------- |
| Super ligue     | 21 et 22 juin 2014 | Brunswick  | Eintracht-Stadion | 12                |
| Première ligue  | 21 et 22 juin 2014 | Tallinn    | Stade de Kadriorg | 12                |
| Deuxième ligue  | 21 et 22 juin 2014 | Riga       | Stade Daugava     | 8                 |
| Troisième ligue | 21 et 22 juin 2014 | Tbilissi   |                   | 15                |

## Super ligue
Les épreuves se déroulent à l'Eintracht-Stadion de Brunswick en Allemagne.

### Pays participants
- Russie
- Allemagne
- Royaume-Uni
- France
- Pologne
- Ukraine
- Italie
- Espagne
- Turquie
- Tchéquie (promu)
- Suède (promu)
- Pays-Bas (promu)

### Tableau synthétique des résultats
| Épreuve | Épreuve | CZE  | FRA | GER | GBR | ITA | NED | POL | RUS  | ESP | SWE | TUR | UKR |
| --- | ------- | ---- | --- | --- | --- | --- | --- | --- | ---- | --- | --- | --- | --- |
| 100 m | H       | 3    | 12  | 4   | 11  | 5   | 7   | 6   | 2    | 8   | 1   | 10  | 9   |
| 100 m | F       | 8    | 12  | 10  | 7   | 5   | 11  | 3   | 4    | 2   | 6   | 1   | 9   |
| 200 m | H       | 4    | 0   | 8   | 10  | 7   | 0   | 12  | 5    | 6   | 3   | 11  | 9   |
| 200 m | F       | 4    | 9   | 7   | 10  | 3   | 12  | 5   | 6    | 2   | 8   | 1   | 11  |
| 400 m | H       | 2    | 12  | 7   | 10  | 8   | 6   | 9   | 11   | 1   | 3   | 5   | 4   |
| 400 m | F       | 3    | 8   | 11  | 6   | 9   | 5   | 4   | 12   | 7   | 2   | 1   | 10  |
| 800 m | H       | 6    | 9   | 12  | 2   | 10  | 7   | 11  | 3    | 8   | 5   | 1   | 4   |
| 800 m | F       | 5    | 11  | 9   | 6   | 3   | 2   | 7   | 12   | 8   | 4   | 1   | 10  |
| 1 500 m | H       | 12   | 9   | 11  | 8   | 1   | 2   | 10  | 3    | 5   | 4   | 7   | 6   |
| 1 500 m | F       | 5    | 3   | 2   | 8   | 9   | 6   | 7   | 11   | 4   | 12  | 1   | 10  |
| 3 000 m | H       | 11   | 8   | 12  | 9   | 6   | 7   | 3   | 2    | 10  | 1   | 5   | 4   |
| 3 000 m | F       | 9    | 6   | 5   | 4   | 8   | 12  | 7   | 11   | 10  | 2   | 3   | 1   |
| 5 000 m | H       | 1    | 6   | 12  | 7   | 3   | 5   | 8   | 9    | 11  | 4   | 10  | 2   |
| 5 000 m | F       | 2    | 6   | 3   | 8   | 10  | 9   | 5   | 7    | 4   | 12  | 11  | 1   |
| 3 000 m steeple | H       | 2    | 12  | 11  | 8   | 9   | 1   | 6   | 10   | 5   | 4   | 3   | 7   |
| 3 000 m steeple | F       | 2    | 7   | 11  | 6   | 4   | 1   | 10  | 8    | 9   | 12  | 5   | 3   |
| 110/100 m haies | H       | 2    | 10  | 9   | 11  | 4   | 7   | 6   | 12   | 5   | 8   | 1   | 3   |
| 110/100 m haies | F       | 4    | 12  | 11  | 5   | 6   | 8   | 7   | 10   | 2   | 3   | 1   | 9   |
| 400 m haies | H       | 4    | 9   | 11  | 10  | 7   | 5   | 8   | 12   | 2   | 3   | 1   | 6   |
| 400 m haies | F       | 9    | 4   | 8   | 11  | 6   | 1   | 7   | 10   | 5   | 3   | 2   | 12  |
| 4 × 100 m | H       | 3    | 0   | 11  | 12  | 10  | 9   | 8   | 5    | 4   | 6   | 2   | 7   |
| 4 × 100 m | F       | 4    | 11  | 7   | 8   | 5   | 12  | 6   | 10   | 0   | 3   | 2   | 9   |
| 4 × 400 m | H       | 4    | 11  | 10  | 9   | 0   | 7   | 8   | DQ   | 5   | 2   | 3   | 6   |
| 4 × 400 m | F       | 4    | 10  | 11  | 9   | 7   | 5   | 8   | 6    | 0   | 3   | 2   | 12  |
| Saut en hauteur | H       | 10   | 6   | 4   | 7.5 | 9   | 3   | 7.5 | 11   | 1   | 5   | 2   | 12  |
| Saut en hauteur | F       | 7    | 1   | 8   | 2   | 4   | 5.5 | 9.5 | 12   | 9.5 | 3   | 5.5 | 11  |
| Saut à la perche | H       | 10.5 | 12  | 9   | 0   | 4   | 8   | 7   | 10.5 | 6   | 0   | 0   | 5   |
| Saut à la perche | F       | 11   | 9   | 10  | 4   | 5.5 | 5.5 | 0   | 12   | 8   | 7   | 3   | 0   |
| Saut en longueur | H       | 5    | 4   | 12  | 11  | 1   | 6   | 9   | 7    | 10  | 8   | 2   | 3   |
| Saut en longueur | F       | 1    | 11  | 12  | 4   | 9   | 3   | 5   | 7    | 8   | 10  | 2   | 6   |
| Triple saut | H       | 2    | 5   | 3   | 9   | 11  | 1   | 8   | 12   | 7   | 6   | 4   | 10  |
| Triple saut | F       | 7    | 5   | 10  | 6   | 3   | 1   | 9   | 12   | 4   | 8   | 2   | 11  |
| Lancer du poids | H       | 7    | 6   | 12  | 5   | 2   | 4   | 11  | 10   | 9   | 8   | 3   | 1   |
| Lancer du poids | F       | 2    | 8   | 12  | 1   | 10  | 6   | 4   | 11   | 7   | 3   | 5   | 9   |
| Lancer du disque | H       | 7    | 1   | 12  | 5   | 6   | 9   | 11  | 10   | 8   | 2   | 3   | 4   |
| Lancer du disque | F       | 6    | 12  | 11  | 5   | 3   | 1   | 9   | 10   | 7   | 4   | 2   | 8   |
| Lancer du marteau | H       | 3    | 11  | 9   | 8   | 6   | 1   | 10  | 12   | 2   | 7   | 4   | 5   |
| Lancer du marteau | F       | 4    | 5   | 12  | 9   | 8   | 2   | 11  | 10   | 6   | 7   | 1   | 3   |
| Lancer du javelot | H       | 5    | 1   | 12  | 4   | 9   | 3   | 6   | 11   | 2   | 8   | 7   | 10  |
| Lancer du javelot | F       | 12   | 1   | 10  | 6   | 4   | 3   | 5   | 9    | 7   | 8   | 2   | 11  |
| Pays | Pays    | CZE  | FRA | GER | GBR | ITA | NED | POL | RUS  | ESP | SWE | TUR | UKR |
| Total |         |      |     |     |     |     |     |     |      |     |     |     |     |
| 1er : 12 pts ; 2e : 11 pts ; 3e : 10 pts ; 4e : 9 pts ; 5e : 8 pts ; 6e : 7 pts ; 7e : 6 pts ; 8e : 5 pts ; 9e : 4 pts ; 10e : 3 pts ; 11e : 2 pts ; 12e : 1 pt. Aucun point n'est attribué en cas de disqualification, d'abandon, et lorsqu'un athlète ne réalise pas de marque mesurée lors d'un concours En cas d'égalité, les athlètes se partagent le même nombre de points (ex : 5,5 pts pour les athlètes ex æquo à la 7e place). |         |      |     |     |     |     |     |     |      |     |     |     |     |

### Podiums

#### Hommes
| Épreuves | 1er                                                                                  | 2e                                                                             | 3e                                                                         |
| --- | ------------------------------------------------------------------------------------ | ------------------------------------------------------------------------------ | -------------------------------------------------------------------------- |
| 100 m | Jimmy Vicaut 10 s 03                                                                 | Daniel Talbot 10 s 30                                                          | Ramil Guliyev 10 s 37                                                      |
| 200 m | Karol Zalewski 20 s 56                                                               | Ramil Guliyev 20 s 57                                                          | James Ellington 20 s 60                                                    |
| 400 m | Mame-Ibra Anne 45 s 71                                                               | Pavel Ivashko 45 s 95                                                          | Daniel Awde 46 s 10                                                        |
| 800 m | Timo Benitz 1 min 46 s 24 (PB)                                                       | Adam Kszczot 1 min 46 s 36                                                     | Giordano Benedetti 1 min 46 s 45                                           |
| 1 500 m | Jakub Holuša 3 min 37 s 74 (CR)                                                      | Homiyu Tesfaye 3 min 38 s 10                                                   | Marcin Lewandowski 3 min 38 s 19 (PB)                                      |
| 3 000 m | Richard Ringer 7 min 50 s 99 (CR)                                                    | Jakub Holuša 7 min 51 s 43 (PB)                                                | Antonio Abadía 7 min 52 s 22 (PB)                                          |
| 5 000 m | Arne Gabius 13 min 55 s 89                                                           | Jesús España 13 min 56 s 00                                                    | Ali Kaya 13 min 56 s 64                                                    |
| 110 m haies | Sergueï Choubenkov 13 s 20 (CR)                                                      | William Sharman 13 s 21 (PB)                                                   | Pascal Martinot-Lagarde 13 s 35                                            |
| 400 m haies | Denis Kudryavtsev 49 s 38                                                            | Silvio Schirrmeister 49 s 80                                                   | Richard Yates 50 s 11                                                      |
| 3 000 m steeple | Yoann Kowal 8 min 25 s 50 (CR)                                                       | Martin Grau 8 min 29 s 16                                                      | Nikolay Chavkin 8 min 30 s 61                                              |
| 4 × 100 m | Royaume-Uni Richard Kilty Harry Aikines-Aryeetey James Ellington Adam Gemili 38 s 51 | Allemagne Christian Blum Sven Knipphals Alexander Kosenkow Julian Reus 38 s 88 | Italie Massimiliano Ferraro Eseosa Desalu Diego Marani Delmas Obou 39 s 06 |
| 4 × 400 m | France Mame-Ibra Anne Teddy Venel Marc Macedot Thomas Jordier 3 min 3 s 05           | Allemagne Miguel Rigau Kamghe Gaba David Gollnow Thomas Schneider 3 min 3 s 18 | Royaume-Uni Andrew Steele Rory Evans Rabah Yousif Jarryd Dunn 3 min 3 s 44 |
| Saut en longueur | Christian Reif 8,13 m                                                                | Greg Rutherford 7,99 m                                                         | Eusebio Cáceres 7,97 m                                                     |
| Triple saut | Aleksey Fedorov 16,95 m (SB)                                                         | Fabrizio Donato 16,82 m                                                        | Viktor Kuznyetsov 16,63 m (SB)                                             |
| Saut à la perche | Renaud Lavillenie 5,62 m                                                             | Aleksandr Gripich Jan Kudlička 5,62 m                                          |                                                                            |
| Saut en hauteur | Andriy Protsenko 2,30 m                                                              | Andrey Silnov 2,28 m (SB)                                                      | Jaroslav Bába 2,26 m (SB)                                                  |
| Lancer du poids | David Storl 21,20 m (SB)                                                             | Tomasz Majewski 20,57 m                                                        | Aleksandr Lesnoy 20,24 m                                                   |
| Lancer du disque | Robert Harting 67,42 m                                                               | Piotr Malachowski 65,35 m                                                      | Viktor Butenko 62,81 m                                                     |
| Lancer du marteau | Sergey Litvinov 76,34 m                                                              | Paweł Fajdek 75,26 m                                                           | Markus Esser 74,90 m                                                       |
| Lancer du javelot | Andreas Hofmann 86,13 m (PB)                                                         | Dmitriy Tarabin 83,40 m (SB)                                                   | Maksym Bohdan 80,93 m                                                      |
| Records et Performances - AR : Record continental (area record) - CR : Record des championnats (championship record) - MR : Record du meeting (meet record) - NR : Record national (national record) - OR : Record olympique (olympic record) - PR : Record paralympique (paralympic record) - PB : Record personnel (personal best) - SB : Meilleure performance personnelle de la saison (season's best) - WL : Meilleure performance mondiale de l'année (world leader) - WJR : Record du monde junior (world junior record) - WR : Record du monde (world record) Circonstances et Conditions - DNF : N'a pas terminé (did not finish) - DNS : N'a pas pris le départ (did not start) - DQ : Disqualification (disqualification) - NM : Aucun essai valable enregistré (No Mark) - Q : Qualifié « directement » au prochain tour (ou à la prochaine compétition), lors d'une compétition majeure, grâce au classement ou à la réalisation des minima (automatic qualifier) - q : Qualifié au prochain tour (ou à la prochaine compétition), lors d'une compétition majeure, grâce au repêchage ou à la réalisation de l'une des meilleures performances parmi celles des « non qualifiés directement » (grâce au meilleur temps ou à la meilleure distance par exemple) (secondary qualifier) |                                                                                      |                                                                                |                                                                            |

#### Femmes
| Épreuves | 1re                                                                             | 2e                                                                                     | 3e                                                                                            |
| --- | ------------------------------------------------------------------------------- | -------------------------------------------------------------------------------------- | --------------------------------------------------------------------------------------------- |
| 100 m | Myriam Soumaré 11 s 35                                                          | Jamile Samuel 11 s 42                                                                  | Verena Sailer 11 s 45                                                                         |
| 200 m | Dafne Schippers 22 s 74                                                         | Nataliya Pohrebnyak 23 s 13                                                            | Anyika Onuora 23 s 24                                                                         |
| 400 m | Alena Tamkova 51 s 72                                                           | Esther Cremer 52 s 23                                                                  | Olha Zemlyak 52 s 28                                                                          |
| 800 m | Yekaterina Poistogova 2 min 2 s 65                                              | Renelle Lamote 2 min 3 s 36                                                            | Olha Lyakhova 2 min 3 s 39                                                                    |
| 1 500 m | Abeba Aregawi 4 min 14 s 20                                                     | Anna Shchagina 4 min 15 s 04                                                           | Nataliya Pryshchepa 4 min 15 s 71                                                             |
| 3 000 m | Sifan Hassan 8 min 45 s 24 (CR)                                                 | Yelena Korobkina 8 min 51 s 00 (PB)                                                    | Nuria Fernández 8 min 51 s 54                                                                 |
| 5 000 m | Meraf Bahta 15 min 36 s 36                                                      | Gamze Bulut 15 min 37 s 70 (PB)                                                        | Giulia Viola 15 min 40 s 30 (PB)                                                              |
| 100 m haies | Cindy Billaud 12 s 66 (CR)                                                      | Nadine Hildebrand 12 s 80 (PB)                                                         | Yuliya Kondakova 12 s 86 (SB)                                                                 |
| 400 m haies | Hanna Ryzhykova 55 s 00 (SB)                                                    | Eilidh Child 55 s 36                                                                   | Irina Davydova 55 s 79                                                                        |
| 3 000 m steeple | Charlotta Fougberg 9 min 35 s 92                                                | Antje Möldner-Schmidt 9 min 40 s 21                                                    | Katarzyna Kowalska 9 min 41 s 78                                                              |
| 4 × 100 m | Pays-Bas Naomi Sedney Dafne Schippers Tessa van Schagen Jamile Samuel 42 s 95   | France Céline Distel-Bonnet Ayodelé Ikuesan Jennifer Galais Stella Akakpo 43 s 19      | Russie Marina Panteleyeva Natalya Rusakova Yelizaveta Savlinis Yuliya Chermoshanskaya 43 s 45 |
| 4 × 400 m | Ukraine Darya Prystupa Hanna Ryzhykova Hrystyna Stuy Olha Zemlyak 3 min 27 s 66 | Allemagne Esther Cremer Lena Schmidt Lara Hoffmann Ruth Sophia Spelmeyer 3 min 28 s 34 | France Elea Mariama Diarra Agnes Raharolahy Estelle Perrossier Floria Guei 3 min 28 s 35      |
| Saut en longueur | Malaika Mihambo 6,90 m (cR)                                                     | Éloyse Lesueur 6,87 m                                                                  | Erica Jarder 6,67 m                                                                           |
| Triple saut | Yekaterina Koneva 14,55 m                                                       | Olha Saladukha 14,33 m (SB)                                                            | Jenny Elbe 14,01 m                                                                            |
| Saut en hauteur | Mariya Kuchina 1,95 m                                                           | Oksana Okuneva 1,95 m                                                                  | Ruth Beitia Kamila Lićwinko 1,90 m                                                            |
| Saut à la perche | Anzhelika Sidorova 4,65 m (=EL)                                                 | Jiřina Svobodová 4,60 m (SB)                                                           | Katharina Bauer 4,40 m                                                                        |
| Lancer du poids | Christina Schwanitz 19,43 m                                                     | Irina Tarasova 18,36 m                                                                 | Chiara Rosa 17,92 m (SB)                                                                      |
| Lancer du disque | Mélina Robert-Michon 65,51 m (SB)                                               | Shanice Craft 65,07 m                                                                  | Ekaterina Strokova 63,97 m                                                                    |
| Lancer du marteau | Betty Heidler 74,63 m                                                           | Joanna Fiodorow 72,23 m                                                                | Anna Bulgakova 71,83 m                                                                        |
| Lancer du javelot | Barbora Špotáková 65,57 m                                                       | Hanna Hatsko-Fedusova 63,01 m (PB)                                                     | Linda Stahl 61,58 m                                                                           |
| Records et Performances - AR : Record continental (area record) - CR : Record des championnats (championship record) - MR : Record du meeting (meet record) - NR : Record national (national record) - OR : Record olympique (olympic record) - PR : Record paralympique (paralympic record) - PB : Record personnel (personal best) - SB : Meilleure performance personnelle de la saison (season's best) - WL : Meilleure performance mondiale de l'année (world leader) - WJR : Record du monde junior (world junior record) - WR : Record du monde (world record) Circonstances et Conditions - DNF : N'a pas terminé (did not finish) - DNS : N'a pas pris le départ (did not start) - DQ : Disqualification (disqualification) - NM : Aucun essai valable enregistré (No Mark) - Q : Qualifié « directement » au prochain tour (ou à la prochaine compétition), lors d'une compétition majeure, grâce au classement ou à la réalisation des minima (automatic qualifier) - q : Qualifié au prochain tour (ou à la prochaine compétition), lors d'une compétition majeure, grâce au repêchage ou à la réalisation de l'une des meilleures performances parmi celles des « non qualifiés directement » (grâce au meilleur temps ou à la meilleure distance par exemple) (secondary qualifier) |                                                                                 |                                                                                        |                                                                                               |

### Classement général
|  | Vainqueur de la compétition |  | Relégation en division inférieure |

| Place | Pays        | Total |
| ----- | ----------- | ----- |
| 1     | Allemagne   | 372   |
| 2     | Russie      | 347,5 |
| 3     | Pologne     | 295   |
| 4     | France      | 285   |
| 5     | Royaume-Uni | 282,5 |
| 6     | Ukraine     | 274   |
| 7     | Italie      | 239,5 |
| 8     | Espagne     | 221,5 |
| 9     | Suède       | 214   |
| 10    | Pays-Bas    | 219   |
| 11    | Tchéquie    | 209,5 |
| 12    | Turquie     | 139,5 |

## Première ligue

### Pays participants
- Biélorussie
- Grèce
- Norvège
- Roumanie
- Portugal
- Finlande
- Irlande
- Belgique
- Hongrie
- Estonie
- Slovénie (promu)
- Lituanie (promu)

### Classement général
|  | Promotion en division supérieure |  | Relégation en division inférieure |

| Place | Pays        | Total |
| ----- | ----------- | ----- |
| 1     | Biélorussie | 302,5 |
| 2     | Norvège     | 300,0 |
| 3     | Finlande    | 290,5 |
| 4     | Roumanie    | 281,5 |
| 5     | Grèce       | 276,5 |
| 6     | Estonie     | 275,5 |
| 7     | Irlande     | 253,5 |
| 8     | Portugal    | 251,5 |
| 9     | Belgique    | 251,0 |
| 10    | Lituanie    | 227,0 |
| 11    | Slovénie    | 209,5 |
| 12    | Hongrie     | 191,0 |

## Deuxième Ligue

### Pays participants
- Bulgarie
- Suisse
- Serbie
- Croatie
- Danemark
- Autriche
- Slovaquie (promu)
- Moldavie (initialement promue mais remplacée par la Lettonie, organisatrice).

### Classement général
|  | Promotion en division supérieure |  | Relégation en division inférieure |

| Place | Pays      | Total |
| ----- | --------- | ----- |
| 1     | Suisse    | 210   |
| 2     | Lettonie  | 206,5 |
| 3     | Bulgarie  | 191   |
| 4     | Serbie    | 185   |
| 5     | Danemark  | 173   |
| 6     | Croatie   | 168   |
| 7     | Slovaquie | 157,5 |
| 8     | Autriche  | 144   |

## Troisième Ligue

### Pays participants
| Association d'athlétisme des petits pays d'Europe ( Gibraltar, Liechtenstein, Monaco, Saint-Marin) Albanie Andorre Arménie Azerbaïdjan Bosnie-Herzégovine Chypre | Géorgie Islande Israël Lettonie Luxembourg Macédoine du Nord Malte Monténégro |

### Classement général
|  | Promotion en division supérieure |

| Place | Pays                                              | Total |
| ----- | ------------------------------------------------- | ----- |
| 1     | Chypre                                            | 498   |
| 2     | Islande                                           | 487   |
| 3     | Israël                                            | 471,5 |
| 4     | Moldavie                                          | 446   |
| 5     | Azerbaïdjan                                       | 363   |
| 6     | Luxembourg                                        | 357   |
| 7     | Géorgie                                           | 334,5 |
| 8     | Bosnie-Herzégovine                                | 323   |
| 9     | Monténégro                                        | 278   |
| 10    | Malte                                             | 258   |
| 11    | Arménie                                           | 249,5 |
| 12    | Albanie                                           | 164   |
| 13    | Macédoine du Nord                                 | 162,5 |
| 14    | Association d'athlétisme des petits pays d'Europe | 150   |
| 15    | Andorre                                           | 126   |